# Tash Aw
Tash Aw, (歐大旭; eigentlich: Aw Ta-Shi; * 4. Oktober 1971 in Taipeh, Taiwan) ist ein malaysischstämmiger Schriftsteller mit gegenwärtigem Wohnsitz in London.
Bekannt wurde er durch sein 2005 im englischen Original erschienenes Erstlingswerk, The Harmony Silk Factory, deutscher Titel Die Seidenmanufaktur zur schönen Harmonie. Der Roman spielt in den 1930er und 1940er Jahren in Malaysia vor dem Hintergrund der durch britische Kolonialherrschaft, japanische Besatzung und kommunistische Guerilla geprägten Geschichte Malaysias. Im Mai 2009 veröffentlichte er sein zweites Werk Map of the Invisible World, die deutsche Ausgabe mit dem Titel Atlas der unsichtbaren Welt erschien im September 2009 als Taschenbuch. Übergreifendes Thema sind die aus der niederländischen Beherrschung Indonesiens resultierenden (revolutionären) Strömungen, die Tash Aw durch die Entwicklung vielschichtiger persönlicher Beziehungen vermittelt.

## Lebenslauf
Tash Aw wurde als Kind malaysischer Eltern in Taipeh geboren, der Hauptstadt von Taiwan. Im Alter von zwei Jahren zog er mit seinen Eltern zurück nach Malaysia, wo er in der Hauptstadt Kuala Lumpur aufwuchs. Als Teenager zog er nach Großbritannien, wo er später Jura in Cambridge und Warwick studierte. Nach seinem Abschluss arbeitete er u. a. einige Jahre als Rechtsanwalt. In dieser Zeit begann er die Arbeit an seinem Erstling, den er während eines Kurses in „kreativem Schreiben“ an der University of East Anglia abschloss. Sein Roman wurde bisher in 20 Sprachen (u. a. deutsch) übersetzt und hat mehrere Preise gewonnen. Nach Zeitungsmeldungen in Malaysia brachte das Werk 500.000 £ ein, was jedoch durch den Autor selbst nicht bestätigt wurde. Damit wäre er nach Honorar wie Auflage und internationaler Verbreitung des Buches der erfolgreichste malaysische Schriftsteller der letzten Jahre.